# Barbacenia purpurea
Barbacenia purpurea là một loài thực vật có hoa trong họ Velloziaceae. Loài này được Hook. miêu tả khoa học đầu tiên năm 1827.